# Haplosporidium heliettae
Haplosporidium heliettae är en svampart som först beskrevs av Speg., och fick sitt nu gällande namn av Speg. 1912. Haplosporidium heliettae ingår i släktet Haplosporidium, divisionen sporsäcksvampar och riket svampar.   Inga underarter finns listade i Catalogue of Life.